# Drama (álbum de Tomorrow X Together)
Drama es el segundo single en japonés del grupo surcoreano Tomorrow X Together. Fue publicado el 19 de agosto de 2020. Contiene 3 canciones, incluyendo las versiones en japonés de los temas «Drama» y «Can't You See Me?», del miniálbum The Dream Chapter: Eternity, y un tema original en ese idioma titulado «Everlasting Shine». El disco se posicionó en el puesto 3 de la lista de álbumes de Oricon.

## Ediciones
Hay cuatro versiones disponibles del álbum. Todas tienen la misma lista de canciones, mientras que solo el tipo A y el B tienen contenido de video en DVD.
- Edición Limitada Tipo A
- Edición Limitada Tipo B
- Edición Limitada Tipo C
- Edición Normal
- Edición Limitada de JAPAN OFFICIAL SHOP
- Edición Limitada de UNIVERSAL MUSIC STORE

## Lista de canciones
| Edición Limitada A |                                                                                |          |  |
| N.º                | Título                                                                         | Duración |  |
| 1.                 | «Drama» (Versión en japonés)                                                   | 3:30     |  |
| 2.                 | «Everlasting Shine» (永遠に光れ)                                               | 3:11     |  |
| 3.                 | «Can't You See Me? (世界が燃えてしまった夜、僕たちは...)» (versión en japonés) | 3:22     |  |
| 4.                 | «Drama» (Video musical)                                                        |          |  |
| 5.                 | «Drama» (Making of music video)                                                |          |  |

| Edición Limitada B |                                                                                |          |  |
| N.º                | Título                                                                         | Duración |  |
| 1.                 | «Drama» (Versión en japonés)                                                   | 3:30     |  |
| 2.                 | «Everlasting Shine» (永遠に光れ)                                               | 3:11     |  |
| 3.                 | «Can't You See Me? (世界が燃えてしまった夜、僕たちは...)» (versión en japonés) | 3:22     |  |
| 4.                 | «Making of Jacket Photos»                                                      |          |  |

| Edición Limitada C, Edición Normal, Edición Limitada de JAPAN OFFICIAL SHOP y Edición Limitada de UNIVERSAL MUSIC STORE |                                                                                |          |  |
| N.º | Título                                                                         | Duración |  |
| 1. | «Drama» (Versión en japonés)                                                   | 3:30     |  |
| 2. | «Everlasting Shine» (永遠に光れ)                                               | 3:11     |  |
| 3. | «Can't You See Me? (世界が燃えてしまった夜、僕たちは...)» (versión en japonés) | 3:22     |  |

## Posicionamiento en listas
| Lista (2020)          | Mejor posición |
| --------------------- | -------------- |
| Japón (Oricon Albums) | 3              |

## Ventas y certificaciones

### Álbum
| País                        | Ventas  | Certificación |
| --------------------------- | ------- | ------------- |
| Japón (Oricon Albums Chart) | 110 286 | Oro           |

## Historial de lanzamientos
| País  | Fecha                | Formato              | Sello                                   |
| ----- | -------------------- | -------------------- | --------------------------------------- |
| Japón | 19 de agosto de 2020 | CD, descarga digital | Republic Records, Universal Music Japan |
| Mundo | 19 de agosto de 2020 | Descarga digital     |                                         |